# Katalánská krize 2017
Katalánská krize v roce 2017 (katalánsky Crisi constitucional espanyola de 2017) vznikla jako důsledek snahy části katalánské společnosti a politické reprezentace v čele s premiérem katalánské vlády Carlesem Puigdemontem vyhlásit nezávislost Katalánska na Španělsku. Katalánská regionální vláda vyhlásila referendum o nezávislosti, které však bylo španělským ústavním soudem prohlášeno za neústavní. Španělská vláda se pokusila zabránit hlasování nasazením policejní síly, které ale vyústilo v násilné střety se zastánci nezávislosti a zranění stovek civilistů. I přes tento zásah se referendum částečně konalo a jeho výsledky uznala katalánská vláda jako mandát pro vyhlášení nezávislosti. 27. října 2017 katalánský parlament schválil rezoluci o nezávislosti, která předpokládá zahájení procesu vytvoření samostatné katalánské republiky, několik minut poté španělský senát schválil aktivaci ústavního postupu, jímž je dočasně omezena autonomie samosprávného celku. Španělský premiér Mariano Rajoy se poté večer rozhodl odvolat katalánskou vládu a oznámil i sesazení šéfa katalánské policie a několika dalších činitelů.

## Referendum
Dne 9. června 2017 vyhlásila katalánská vláda 1. říjen téhož roku jako oficiální datum konání jednostranného referenda o nezávislosti Katalánska. Mělo se jednat o jedinou otázku, ta zněla: „Chcete, aby Katalánsko bylo nezávislým státem ve formě republiky?“ Jeho výsledky měly být právně závazné. Dne 6. září katalánský parlament schválil zákon o referendu 72 hlasy pro, 52 opozičních poslanců se odmítlo hlasování zúčastnit. Španělská vláda v čele s premiérem Marianem Rajoyem konání referenda odmítla a prohlásila, že učiní vše, co je v jejích legálních a politických silách, k jeho zastavení. Španělský ústavní soud prohlásil referendum za nelegální. Došlo k nasazení policie, která zabavovala hlasovací lístky, prováděla razie a zatýkala osoby podílející se na organizaci referenda. Katalánský nejvyšší soud vydal příkaz policii, aby zabránila využití veřejných budov pro potřeby hlasování. Došlo i k zablokování stránek spojených s referendem.
V den samotného referenda španělská policie tvrdě zakročila proti Kataláncům, kteří se chtěli svým hlasem podílet na referendu. Dle prohlášení katalánského ministra zdravotnictví bylo v den hlasování zraněno policií na 844 osob. Dle španělských úřadů se místní a celostátní policii podařilo uzavřít kolem 1300 z 2315 hlasovacích místností. Dle katalánských úřadů hlasovalo celkem 2 286 217 voličů, přičemž se 2 044 038 z nich (90,18 %) vyslovilo pro nezávislost.

## Vyhlášení nezávislosti a španělská reakce
Katalánský ministerský předseda Carles Puigdemont vyjádřil krátce po ukončeném referendu záměr vyhlásit nezávislost Katalánska na Španělsku Dne 2. října 2017 vystoupil ve španělské televizi král Filip VI. Španělský, který kritizoval jak samotné počínání a nezodpovědnost katalánských politiků, tak i nelegitimnost jimi prosazovaného kroku.
Dne 8. října se v Barceloně konala demonstrace proti katalánské nezávislosti, na které se podle údajů policie sešlo 350 tisíc demonstrantů, dle prohlášení pořadatelů až 930 tisíc lidí.
Na zasedání katalánského parlamentu ze dne 10. října Puigdemont oznámil, že odkládá vyhlášení nezávislosti o několik týdnů, aby mohl vyjednávat se španělskou vládou. Následujícího dne se konalo krizové zasedání španělské vlády, ze kterého vzešla oficiální žádost adresovaná katalánské vládě, zda došlo k vyhlášení katalánské nezávislosti či nikoliv. Vysoký soud poté 16. října uvalil vazbu na Jordiho Sàncheze a Jordiho Cuixarta, vůdce Katalánského národního shromáždění respektive separatistického hnutí Omnium, což vyvolalo další protesty.
Nejistota ohledně budoucnosti Katalánska přiměla některé společnosti k přemístění svého sídla z regionu do jiných oblastí Španělska. Rozhodly se k tomu např. banky CaixaBank a Banco Sabadell, biotechnologická společnost Oryzon, telekomunikační firma Eurona, provozovatel dálnic Abertis, vydavatelství Planeta či společnosti Naturhouse a Colonial. Další katalánské společnosti zaznamenaly propad ceny svých akcií, jako např. Merlin Properties. Také turistický průmysl během prvních dvou týdnů krize poklesl o 15 %. Dvacet dní od referenda přesunulo své sídlo pryč z Katalánska na 1200 společností.
Dne 21. října se v Barceloně konala demonstrace za katalánskou nezávislost, na které sešlo okolo 450 tisíc demonstrantů. 29. října se v centru Barcelony konala demonstrace na podporu jednoty Španělska. Organizátoři oznámili, že demonstrace se účastnilo více než milion lidí, odhad místní policie je 300 tisíc. Demonstrací proti nezávislosti Katalánska se v Madridu a Barceloně zúčastnili také falangističtí stoupenci bývalého španělského diktátora Francisca Franca, který během své vlády potlačoval katalánský jazyk a kulturu.
Dne 27. října 2017 hlasoval katalánský parlament o vyhlášení samostatné Katalánské republiky. Pro se vyslovilo 70 poslanců z celkových 135, proti bylo 10, dva hlasovací lístky byly prázdné. Poslanci Socialistické strany Katalánska, Občanů a Lidové strany Katalánska hlasování jakožto nelegitimní bojkotovali. Španělská vláda obratem reagovala vyhlášením přímé vlády nad regionem, rozpustila katalánský parlament, propustila premiéra Puigdemonta, jeho vládu a velitele katalánské policie Josepa Lluíse Trapera Álvareze a vypsala předčasné regionální volby na 21. prosinec 2017. Správou Katalánska byla pověřena španělská vicepremiérka Soraya Sáenzová de Santamaría. Dne 31. října španělský ústavní soud suspendoval jednostrannou deklaraci katalánské nezávislosti.

## Předčasné volby a nová vláda
V předčasných volbách se na prvním místě umístila prošpanělská strana Ciutadans s 25% hlasů. Separatistické strany však získaly nadpoloviční většinu křesel v parlamentu. V polovině ledna 2018 se dvě největší separatistické strany, Juntos por Cataluña (Společně pro Katalánsko) a Izquierda Republicana por Cataluña (Republikánská levice pro Katalánsko), dohodly na Carlesi Puigdemontovi jako společném kandidátovi na předsedu katalánské vlády. Sám Puigdemont v rozhovoru pro Catalunya Radio o několik dní později uvedl, že je připraven vést zemi ze zahraničí. Tuto možnost označil jako lepší pro Katalánsko; kdyby se vrátil do Španělska, byl by zatčen a nemohl by tedy svou funkci řádně vykonávat. Španělská vláda přitom již dříve prohlásila, že bude-li Puigdemont opět zvolen katalánským premiérem a nevrátí-li se do Španělska, zůstane Katalánsko pod její přímou správou, kterou na toto území uvalila po vyhlášení nezávislosti.
Kandidát na katalánského premiéra se však musí dle předpisů zúčastnit své volby v parlamentu. Carles Puigdemont byl tou dobou v belgickém exilu; přestože na něj již tou dobou již nebyl vypsán evropský zatykač, stále mu hrozilo zatčení po návratu do Španělska. Španělská vláda uvedla, že nasadí všechny prostředky k tomu, aby se Puigdemont nedostal v den hlasování nepozorovaně do budovy katalánského parlamentu. Separatisté proto zvažovali, že se jejich kandidát zúčastní schůze pomocí videokonference. Tato možnost však byla zamítnuta španělským Ústavním soudem, který zároveň z tohoto důvodu zrušil plánovanou volbu. Puigdemontovu kandidaturu jako takovou však neoznačil za nezákonnou. Podle jeho výkladu zákona se však jakýkoli kandidát na katalánského premiéra musí zúčastnit schůze parlamentu osobně v místě jejího konání. Ohledně volby tedy vznikaly nejasnosti: byla odročena, později separatisté uvažovali o změně zákona, který by umožnil volbu "na dálku". Separatisté však vždy ujišťovali, že je Puigdemont jejich jediným kandidátem. Ten se však sám rozhodl nakonec svou kandidaturu stáhnout.
Dalším kandidátem separatistů byl Jordi Sànchez, který byl v tu dobu ve španělské vazbě. Ten nakonec také sám svou kandidaturu stáhl, aby volbu odblokoval; ani on se totiž, vzhledem k tomu, že byl ve vazbě, nemohl zúčastnit své volby. Posléze na funkci kandidoval Jordi Turull, další ze stíhaných katalánských politiků. Na rozdíl od předchozích kandidátů se však mohl volby zúčastnit. V prvním kole, které se konalo dne 22. 3. 2018, se mu však nepodařilo získat požadovaný počet hlasů, neboť poslanci jedné ze separatistických stran se zdrželi hlasování. Druhého kola, které se konalo o tři dny později, se však již zúčastnit nemohl, neboť na něj a několik dalších politiků byla v mezidobí uvalena vazba. V návaznosti na tyto kroky ze strany Španělska se v katalánském parlamentu znovu začaly objevovat hlasy pro kandidaturu Carlese Puigdemonta.
Počátkem března 2018 vydaly separatistické strany společné prohlášení, že plánují uspořádat referendum o ústavě Katalánské republiky a že jsou pro ustanovení exilové katalánské vlády v Bruselu. Tento návrh následovala demonstrace pod heslem República ara! ("Republiku nyní!") pořádaná separatistickým hnutím Assemblea National Catalana (Národní katalánský sněm). Akce se podle odhadů policie zúčastnilo 45 tisíc osob.
Katalánským premiérem byl nakonec 14. května 2018 zvolen separatista Quim Torra. První vláda, kterou navrhl, však nebyla schválena španělskou vládou, neboť v ní měli zasednout vazebně stíhaní politici Jordi Turull a Joesp Rull. Španělský premiér Mariano Rajoy prohlásil, že Katalánsko potřebuje "životaschopnou" vládu, která respektuje zákony a s níž je možno vést dialog. Torra se nakonec rozhodl složit vládu z výlučně osob, které nejsou trestně stíhané. Po potvrzení této vlády skončila přímá správa španělské vlády nad regionem.
Ministryně územní politiky nové španělské vlády Meritxell Batetová počátkem června 2018 prohlásila, že pro úspěšné vyřešení katalánské krize, jakož i dalších krizí, kterými Španělsko prochází, je třeba změnit ústavu směrem k větší decentralizaci státu. Podle premiéra Pedra Sáncheze však nemůže být řeči o právu Katalánska na sebeurčení.

## Soud s představiteli katalánské autonomie

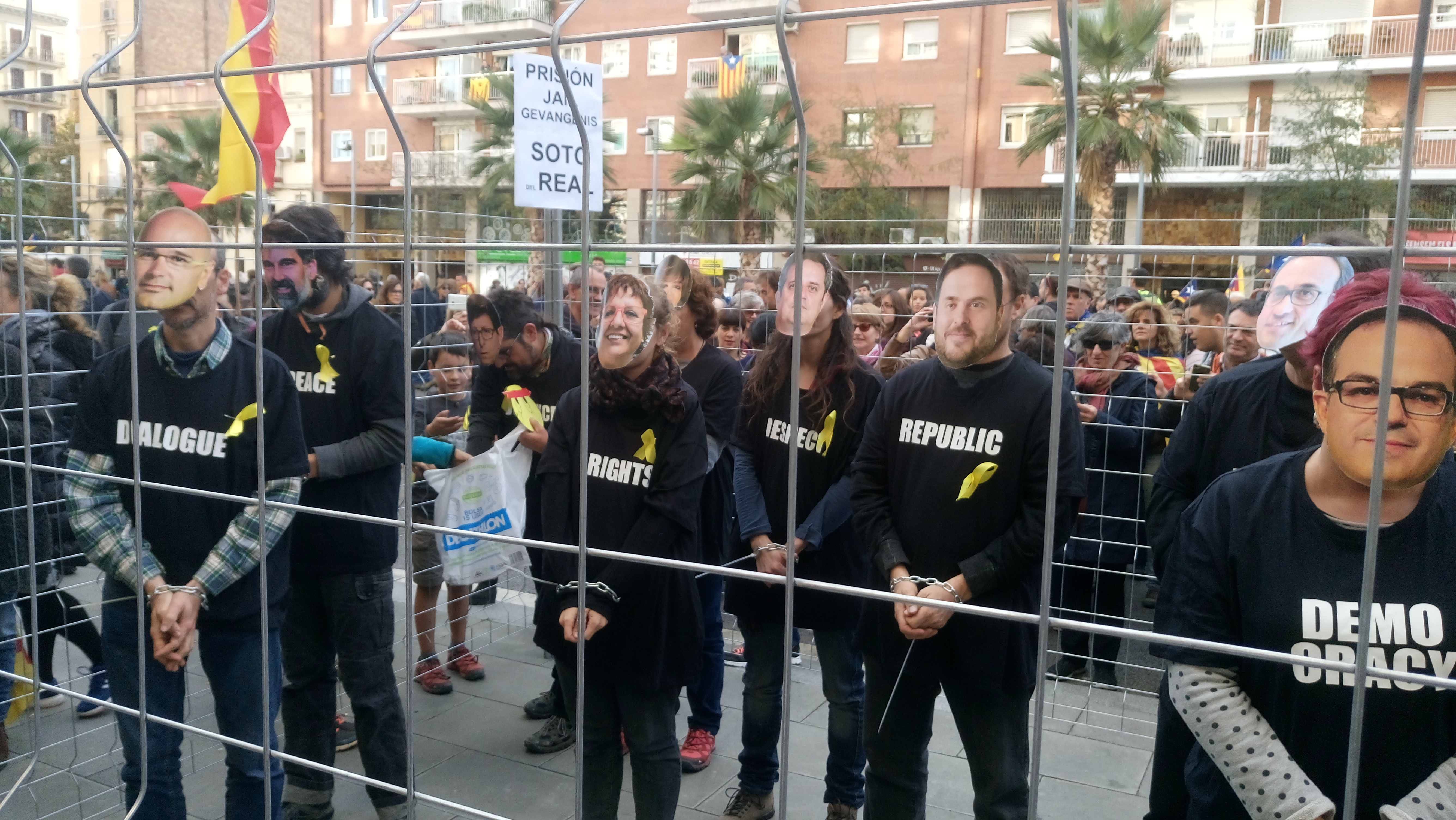
Protest za propuštění katalánských politiků, kteří jsou ve vazbě

Dne 30. října podal španělský státní zástupce José Manuel Maza obžalobu na 14 bývalých zástupců katalánské autonomie včetně premiéra Puigdemonta, vicepremiéra Oriola Junquerase a ministra pro vnější a instituční vztahy Raüla Romevu kvůli vzpouře, podněcování a zneužití veřejných financí. Puigdemont odjel do belgického Bruselu, kde podle svých slov nechtěl žádal o azyl, ale hledal „bezpečí a svobodu“. Svůj návrat do Španělska podmínil „zárukou spravedlivého procesu“. Dále přislíbil respektovat výsledek katalánských prosincových voleb. Najal si belgického právníka Paula Bekaerta, specializujícího se na azylové a extradiční právo, který např. zastupoval členy baskické teroristické organizace ETA při procesech o jejich vydání do Španělska.
Soud započal 2. listopadu 2017, ke slyšení se dostavili všichni obvinění kromě Puigdemonta a 4 ministrů pobývajících tou dobou v Bruselu. Téhož dne mělo dojít k výslechu předsedkyně katalánského parlamentu Carme Forcadell i Lluís a pěti jejích zástupců v rámci odděleného procesu u nejvyššího soudu, jednání ale bylo o týden odročeno. 8 bývalých ministrů bylo vzato do vazby, devátému byla umožněna kauce ve výši 50 tisíc eur. Státní žalobce požádal soud o vystavení mezinárodního zatykače pro obviněné, kteří se k soudu nedostavili, čemuž soud vyhověl. Zatykače nakonec zrušil španělský Nejvyšší soud; podle něj tím, že stíhaní kandidují v předčasných katalánských volbách, dali najevo, že se chtějí vrátit do vlasti. Nadto prý chtěl vyrovnat postavení jejich s postavením katalánských politiků, kteří se nacházejí ve španělské vazbě. Evropský zatykač nebyl vypsán ani na Annu Gabrielovou, katalánskou političku, která před stíháním utekla do Švýcarska.
Koncem března však španělské soudy uvalily vazbu na pět separatistických politiků, kteří byli toho času stíháni na svobodě. Byl mezi nimi i kandidát na katalánského premiéra Jordi Turull a bývalá předsedkyně katalánského parlamentu Carme Forcadellová. Dle soudu bylo vysoké riziko, že dotyční opustí Španělsko, aby se vyhnuli vysokému trestu. Na podporu těchto politiků se konaly v Katalánsku demonstrace.
Byl obnoven i evropský zatykač na stíhané politiky v zahraničním exilu, mj. i na Carlese Puigdemonta, který se v tu dobu nacházel ve Finsku. Ten byl nakonec zadržen německou policií na dánsko-německé státní hranici, kudy se vracel zpět do Belgie. Proti jeho zadržení se konala v Barceloně demonstrace, jíž se zúčastnilo několik tisíc osob, a katalánský parlament vydal prohlášení, v němž požadoval osvobození uvězněných politiků.Z vazby byl propuštěn po necelých dvou týdnech, 6. dubna. Německý soud zároveň rozhodl, že není možné ho vydat pro trestný čin vzpoury. O trestném činu zpronevěry zatím nerozhodl.
Bývalá ministryně Carla Ponsatíová se ve skotském exilu dobrovolně přihlásila policii. Do rozhodnutí o vydání byla propuštěna na kauci. Co se týče bývalých ministrů v belgickém exilu, totiž Meritxell Serretové, Antoniho Comína a Lluíse Puiga, ti dle prohlášení bruselské prokuratury s úřady spolupracují a není tedy důvodu podnikat zvláštní kroky.

## Mezinárodní ohlasy
- – Po vyhlášení katalánské nezávislosti vydalo Ministerstvo zahraničních věcí České republiky prohlášení, že Česko nadále považuje Katalánsko za nedílnou součást Španělského království.[59]
- – Francouzská ministryně pro evropské záležitosti Nathalie Loiseauová oznámila, že Francie neuzná případné jednostranné vyhlášení nezávislosti Katalánska.[60]
- – V Belgii vyvolalo katalánské referendum a následné vyhlášení nezávislosti již od začátků pozornost zejména vzhledem k přátelským vztahům mezi katalánskými separatisty a vlámskou separatistickou stranou Nová vlámská aliance (N-VA), jež je součástí vládní koalice. Její poslanci vyjadřovali katalánským separatistům svou podporu již v průběhu referenda,[61] a po něm vyvěsili v prostorách federálního parlamentu katalánskou vlajku, která však byla záhy sejmuta.[62] Poté, co začali být katalánští politici trestně stíháni, státní tajemník pro azyl a migraci Theo Francken (N-VA) prohlásil, že by mohli požádat o azyl v Belgii. Zároveň vyjádřil pochyby, zda by se jim dostalo ve Španělsku spravedlivého procesu. Tato slova odsoudil mluvčí španělské vládní Lidové strany a připomněl Franckenovi jeho velice striktní migrační politiku. Premiér Charles Michel (MR) následně Franckena vyzval, aby "nepřiléval olej do ohně".[63] Toto prohlášení však přesto vedlo ke vzájemnému osočování Lidové strany a N-VA. Belgický ministr vnitra Jan Jambon (N-VA) vyjádřil "hluboké pochybnosti" ohledně způsobu, jakým se španělská vláda vůči katalánským separatistům zachovala. Mluvčí Lidové strany označil tato vyjádření za "nezodpovědná" a podrývající "jeden ze základních principů EU", totiž vzájemnou důvěru členských států. Zároveň prohlásil, že ho tyto výroky nepřekvapují, neboť N-VA je "známa pro svou minulost, která se vyznačuje xenofobií a popíráním rovnosti všech lidí, jakož i odmítáním cizinců".[64] Na tyto výroky reagoval předseda N-VA Bart De Wever, že "co se týče minulosti, Lidová strana by měla opravdu mlčet" a připomněl její frankistickou minulost, kterou dle něj, vzhledem k reakci vůči Kataláncům, nepřekonala.[65] Přátelské vztahy ke katalánským separatistům prokázala N-VA i účastí na sjezdu katalánských starostů v Bruselu počátkem listopadu 2017.[66] Ohledně tohoto vývoje byl interpelován ve federálním parlamentu premiér Charles Michel. Prohlásil, že vláda nijak katalánské politiky aktivně nevybízela, aby se do Belgie odebrali, a jsou-li tam, je to důsledek práv, která jim náleží jako občanům EU. Jako jediného, s kým bude belgická federální vláda oficiálně komunikovat, označil španělskou vládu. Nakonec prohlásil, že jde o španělskou, nikoli belgickou krizi.[67] Koncem března 2018 zaslali vlámští poslanci sdružení do neoficiální Skupiny vlámsko-katalánského přátelství (Vlaams-Catalaanse Vriendschapsgroep) otevřený dopis španělskému premiérovi, v němž odsoudili potlačení katalánské autonomie a trestní stíhání demokraticky zvolených poslanců.[68]